# Jasenovac (Horvátország)
Jasenovac falu és község Horvátországban Sziszek-Monoszló megyében.

## Fekvése
Sziszektől légvonalban 48, közúton 71 km-re délkeletre, a Báni végvidéken, az Una folyó szávai torkolatánál, a bosnyák határ mellett fekszik. A község területe a Lónyamező természetvédelmi park területére esik. 168,5 km²-es területét négy vízfolyás, a Száva, az Una, a Trebež és a Veliki Strug-csatorna övezi. Maga Jasenovac 8 km-re fekszik a Ljubljana-Bregana-Zagreb-Lipovac 10-es számú, szávamenti páneurópai autópálya novszkai csomópontjától.

## A község települései
A községhez Drenov Bok, Jasenovac, Košutarica, Krapje, Mlaka, Puska, Tanac, Trebež, Uštica és Višnjica települések tartoznak.

## Az őskortól
Neve a kőrisfa horvát nevéből (jasen) származik, olyan helyet jelöl, ahol sok volt a kőrisfa. 
A régészeti leletek tanúsága szerint a község területe már évezredek óta lakott. Ennek egyik látványos bizonyítéka az az újkőkori, egyetlen fatörzsből kifaragott csónak, melyet 2006-ban Jasenovactól délnyugatra az Una medrében találtak. A történelem előtti időben ezen a területen az illírek egyik törzse a japodok éltek. Az ő településük állhatott a szomszédos Hrvatska Dubica határában az Una melletti Gradina nevű lelőhelyen, ahonnan számos ókori lelet is került elő. A rómaiak az i. e. 1. században hódították meg ezt a vidéket. A meghódított területen megkezdődött az utak építése. A Salonából Sirmiumba vezető fontos kereskedelmi és hadiút a község területén vezetett át.

### A középkorban
A horvátok ősei a 7. században telepedtek meg ezen a vidéken, mely a 10. században alapított Horvát Királyság része volt. 1097-ben a Petrova gora hegységben vívott csatában győzte le Könyves Kálmán serege Svačić Pétert az utolsó horvát királyt, majd a Kálmán király és a horvát nemesség közötti megállapodás a „pacta conventa” értelmében 1102-ben Horvátország részeként ez a terület is a Magyar Királyság része lett. A középkorban a község területe a dubicai zsupánsághoz tartozott, első ismert birtokosai a Babonićok voltak. Jasenovacot 1334-ben a zágrábi püspökség egyházi vizitációjában a dubicai főesperesség részeként említik először. A településnek már ekkor volt temploma, melyet Szent  Erasmus tiszteletére szenteltek.

### A török korban
A térséget 1461-ben támadta először a török. 1483-ban a közeli Dubicánál győzte le Frangepán Bernardin serege a betolakodókat. 1513-ban a török ismét megtámadta a határvidéket, de augusztus 16-án, Nagyboldogasszony ünnepe után egy nappal  Dubica mellett az Una és a Száva közötti mezőn Beriszló Péter horvát bán nagy győzelmet aratott felettük. A csatában mintegy kétezer török harcos, köztük négy rangos tiszt esett el, az ötödik pedig rabságba esett. A zsákmányt a bán Ulászló királynak küldte el. A győzelem iránti hálából vezette be Beriszló a Nagyboldogasszony tiszteletét a településen, melyet a mai utódok is ápolnak. A község területét 1538-ban foglalta el a török és egészen 1685-ig török kézen volt. A török uralom idején a banjalukai szandzsák része volt. A törökellenes felszabadító harcok keretében Erdődy Miklós horvát bán 1685-ben adta ki a parancsot a töröknek az Una folyóig történő visszaszorítására. Ennek során foglalták vissza a császári erők. A kialakult erőviszonyokat az 1699-es karlócai béke szentesítette, ezzel a határ hivatalosan is az Una folyóhoz került vissza.

### A katonai közigazgatás idején
1703-ban Lipót császár az egész Una és Kulpa közötti térséget a bán katonai parancsnoksága alá rendelte, ezzel létrejött a Báni végvidék (horvátul Banija, vagy Banovina). A 18. században két nagy törökellenes háború is dúlt 1716 és 1718, illetve 1737 és 1739 között. Az elsőben a császári hadak felszabadították Észak-Boszniát és Szerbiát, de a másodikban újra elveszítették ezeket a területeket. A török hatóságok üldözni kezdték a boszniai keresztény lakosságot, ezért a nép a ferences szerzetesek vezetésével a Báni végvidék, és a Szerémség területére menekült. 1718 és 1871, a katonai közigazgatás megszüntetése között katonai irányítás alatt állt. A határmenti harcok során a térség ismét többször cserélt gazdát. 1742-ben a török ismét betört az Unamentére végigpusztítva azt. 1749-ben a Báni végvidéket átszervezték, két ezredre, a glinaira és a kostajnicaira osztották fel.
A mai Jasenovac a török kiűzése után keletkezett, amikor a kiürült területekre részben a török uralom alatt maradt Boszniából, részben a horvát területekről katolikus horvátokat és pravoszláv szerbeket telepítettek be. Római katolikus plébániáját 1710-ben alapították, fából épített templomát pedig Szent Miklós tiszteletére szentelték fel. A templom főoltárán Szent Miklós, mellékoltárain Szűz Mária és Szent Rókus képei álltak. A templomnak nem volt harangtornya. Első harangját 1718-ban kapta egy katolikus hitre tért, innen még gyermekként elrabolt török bég ajándékaként. 1775-ben felépült a pravoszláv templom is.
A falu 1773-ban az első katonai felmérés térképén „Dorf Jeszenovacz” néven szerepel. Lipszky János 1808-ban Budán kiadott repertóriumában „Jaszenovacz” néven szerepel.  Nagy Lajos 1829-ben kiadott művében katonai oppidumként ugyancsak „Jaszenovacz” néven 431 házzal, 1092 katolikus és 1561 ortodox vallású, összesen 2653 lakossal találjuk. 1809 és 1813 között Jasenovac is francia uralom alatt állt. 1829-ben felépítették az új, barokk plébániatemplomot, melynek építését nagyrészt a katonai hatóságok finanszírozták. A templomot Szent Miklósnak, a hajósok védőszentjének tiszteletére szentelték, mivel akkoriban Jasenovacon nagy folyami kikötő volt, ahol hajók állomásoztak. Ugyanebben az évben alapították a plébánia kórusát és szerezték be a templom orgonáját. A településnek 1857-ben 2086, 1910-ben 2365 lakosa volt.

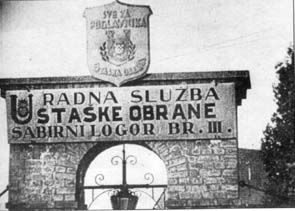
A jasenovaci haláltábor kapuja

### Története a 20. században
A katonai közigazgatás megszüntetése után Pozsega vármegye Novszkai járásának része volt. 1918-ban az új szerb-horvát-szlovén állam, majd később Jugoszlávia része lett. Különösen nehéz időszakot élt át a község lakossága a II. világháború alatt. 1941-ben a németbarát Független Horvát Állam része lett. Itt létesült az usztasa rezsim leghírhedtebb haláltábora, ahova pusztán etnikai alapon szerbeket, zsidókat, romákat és azokat a horvátokat gyűjtötték össze, akik bármiféle ellenállást fejtettek ki a hatóságokkal szemben. Az itt meggyilkolt áldozatok számáról különböző adatok vannak. A háború után a kommunista propaganda azt terjesztette, hogy az áldozatok száma mintegy 750 ezer volt. Ez az adat valószínűleg eltúlzott. Ma a demográfiai adatok alapján inkább 115 ezerre becsülik az itteni áldozatok számát, de a pontos szám valószínűleg sohasem fog kiderülni.
1991-ben a háború előtt lakosságának 55%-a horvát, 30%-a szerb nemzetiségű volt. 1991-ben elfoglalta a jugoszláv hadsereg és a horvát lakosságnak menekülnie kellett. Házaikat kifosztották és felgyújtották, templomukat lerombolták. 1995. május 1-jén a Villám hadművelet elején szabadították fel a horvát erők. A szerb lakosság nagy része elmenekült. A háború után szinte mindent újjá kellett építeni. A településnek 2011-ben 653, a községnek összesen 1997 lakosa volt.

## Népesség
| Lakosság változása | Lakosság változása | Lakosság változása | Lakosság változása | Lakosság változása | Lakosság változása | Lakosság változása | Lakosság változása | Lakosság változása | Lakosság változása | Lakosság változása | Lakosság változása | Lakosság változása | Lakosság változása | Lakosság változása | Lakosság változása |
| ------------------ | ------------------ | ------------------ | ------------------ | ------------------ | ------------------ | ------------------ | ------------------ | ------------------ | ------------------ | ------------------ | ------------------ | ------------------ | ------------------ | ------------------ | ------------------ |
| 1857               | 1869               | 1880               | 1890               | 1900               | 1910               | 1921               | 1931               | 1948               | 1953               | 1961               | 1971               | 1981               | 1991               | 2001               | 2011               |
| 2.086              | 2.355              | 2.468              | 2.410              | 2.330              | 2.365              | 2.176              | 2.278              | 1.394              | 1.486              | 1.487              | 1.289              | 1.222              | 1.154              | 780                | 653                |

## Nevezetességei
- Keresztelő Szent János tiszteletére szentelt pravoszláv monostora és temploma a szlavóniai szerb pravoszláv püspökség székhelye. A templomot 1775-ben építették. 1941-ben az usztasa hatóságok a jasenovaci haláltábor első lakóival romboltatták le. A templomot 1985-ben építették újjá és szentelték fel. 1991-ben a délszláv háborúban újra megrongálódott, majd 1995-ben a Villám hadművelet során a horvát erők megszentségtelenítették és súlyosan megrongálták. 2000-ben megint újjá kellett építeni. Sava Jurić szlavóniai püspök szentelte fel. Ma a szlavóniai pravoszláv püspökség székhelye.

- Szent Miklós tiszteletére szentelt római katolikus plébániatemploma 1829-ben épült.[6] 1991 októberében a szerb csapatok lerombolták. 1995-ben a visszatérő horvátok a csak házaik és templomuk üszkös romjait találták. A templom romjai között megmaradt a Szűzanya súlyosan sérült kegyszobra, melyet megújítva eredeti helyére helyeztek vissza.

- Szent Rókus tiszteletére szentelt temetőkápolnája

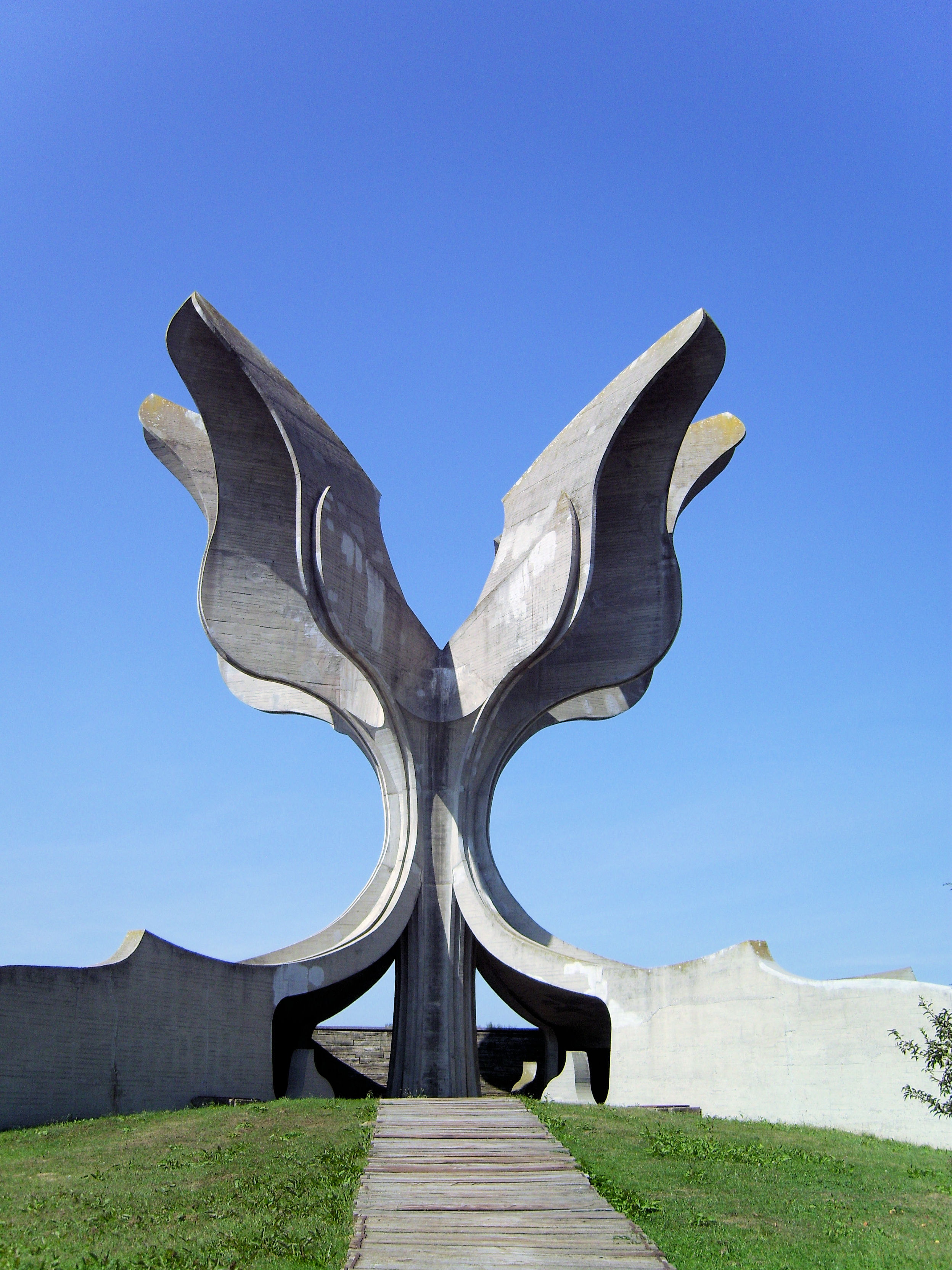
A jasenovaci haláltábor központi emlékműve

- Az egykori haláltábor helyén ma emlékműkomplexum áll, mely az egyik legnagyobb háborús emlékhely az ország területén.[7] A jasenovaci emlékmúzeumot 1968-ban alapították. A komplexumot 2002-ben kezdték építeni horvát és külföldi mérnökök tervei alapján a washingtoni Holokauszt múzeum és a jeruzsálemi Yad Vashem múzeum támogatásával. A koncepció célja, hogy létesüljön egy új nyitott kiállítóhely és új művelődési központ, bemutatva az áldozatokat és mérhetetlen szenvedésüket. Az emlékhely[8] központi emlékművét a nyíló virágot ábrázoló alkotást a neves szerb építész és alkotóművész Bogdan Bogdanović tervezte 2004-ben. Az azonosított áldozatok között máig 83.145 személy szerepel, közülük 20.101 gyermek, 39.570 férfi és 23.474 nő. Nemzetiségi megoszlás szerint 47.627 szerb, 16.173 roma, 13.116 zsidó, 4.255 horvát és 1.128 muzulmán. Az azonosított magyarok száma 27.

- Jasenovac egyik legrégebbi épülete a mai Kožara nevű épület a Preradovićeva utcában.[9] A 18. század végén vagy a 19. század elején épült községi magtárként. Tipikus, emeletes raktárjellegű épület. A Kožara nevet a második világháborúban kapta, amikor a jasenovaci koncentrációs tábor részeként bőrfeldolgozást végeztek benne. A háború után az épületeket a novszkai PPK Braća Radjenović cég újította fel és vette használatba. A horvátországi háborúban újra felgyújtották és lerombolták. Az egykori bőrgyár épületének csak a külső falai maradtak meg. A komplexum átalakítása teljes felújítása folyamatban van. Mivel az épület az egykori koncentrációs tábor egyetlen fennmaradt épülete, nagy történelmi értékkel bír.

## Gazdaság
A helyi gazdaság fejlődéséhez elsősorban a község kedvező fekvése, jó megközelíthetősége és természeti környezete biztosítja a kedvező feltételeket. A délszláv háború előtt a községben nem volt jelentős az ipari termelés. A helyi gazdaságot a háború még inkább visszavetette. Jelenleg két vállalkozói övezet létrehozására történnek erőfeszítések. Az egyik egy ipari övezet, a másik egy kisipari-kereskedelmi övezet, melyhez a települések vezetői a helyi gazdaság fellendülését remélik. További lehetőségeket rejt magában a turizmus fejlesztése.

## Kultúra
A község kulturális és művészeti egyesületét a KUD Košutaricát 1996-ban alapították.

## Oktatás
Az oktatás kezdetei Jasenovacon a 18. századig nyúlnak vissza, amikor az oktatás még egyházi keretek között működött. Ma a nyolcosztályos elemi iskolába Bukovica, Drenov Bok, Jasenovac, Krapje, Košutarica, Mlaka, Plesmo, Puska, Tanac, Trebež, Uštica és Višnjica gyermekei járnak. A 2017/18-as tanévben a 10 iskolai osztályba 119 tanuló járt.

## Sport
- A község legismertebb labdarúgóklubja az NK Jasenovac, melyet 1919-ben alapítottak.
- A legsikeresebb klub a Jasenovački Atletski klub (JAK), a helyi atlétikai klub.

További sportegyesületek: 
- NK Mladost Košutarica
- NK Jedinstvo Drenov Bok
- NK Naprijed Krapje
- NK Sava Puska